# Ouled Khoudir
Ouled Khoudir (o Ouled Khodeïr) è un comune dell'Algeria, situato nella provincia di Béni Abbès.